# Базова лінія шрифту
Базова лінія шрифту — уявна лінія, на якій розташовуються літери і яка проходить по основі символів тексту. 
Тобто символи текстового рядка стоять на базовій лінії, нижні виносні елементи літер розміщуються під нею, немовби звисають з неї. Крім того, нижче базової лінії розташовуються підрядкові індекси, а надрядкові — значно вище над нею. Зазвичай, базова лінія розміщується горизонтально, але в програмах верстки її можна розташувати, викривити або модифікувати як завгодно .